# Зозулине хешування

Приклад зозулиного хешування. Стрілки показують альтернативне положення ключа. Нове значення, яке вставляється в клітинку A, виштовхуючи A в альтернативну клітинку, займану ключем B, значення B переноситься в інше місце, яке в даний час вільне. Вставка нового значення в клітинку H завершується невдачею — H входить у цикл (разом з W), так що тільки що вставлений елемент повинен бути виштовхнутий.

Зозулине хешування — це схема в програмуванні для вирішення колізій значень хеш-функцій в геш-таблиці з постійним часом вибірки в гіршому випадку. Назва походить від поведінки деяких видів зозуль, коли пташеня зозулі виштовхує яйця або інших пташенят з гнізда відразу після того, як вилупиться. Аналогічне відбувається в зозулиному хеші, коли вставка нового ключа в таблицю може виштовхнути старий ключ в інше місце в таблиці.

## Історія
Зозулине хешування було вперше описане Расмусом Пажом і Флеммінгом Фрішем Родлером у 2001.

## Операції
Зозулине хешування є видом відкритої адресації, де кожна непуста комірка геш-таблиці містить ключ або пару ключ-значення. Хеш-функція використовується для визначення місця кожного ключа, його наявності в таблиці (або значення, асоційованого з ним) і може бути знайдене за допомогою перевірки цієї комірки в таблиці. Однак, відкрита адресація потерпає від колізій, які трапляються, коли більше одного ключа потрапляють в одну клітинку.
Основна ідея зозулиного хешування полягає у розв'язанні колізій за допомогою використання двох хеш-функцій замість однієї. Це забезпечує два можливі положення у хеш-таблиці для кожного ключа. У одному з звичайних варіантів алгоритму хеш-таблиця розбивається на дві менші таблиці меншого розміру і кожна хеш-функція дає індекс у одну з цих двох таблиць. Можна забезпечити також для обох хеш-функцій індексування всередині однієї таблиці.
Вибірка вимагає перегляду всього двох місць в хеш-таблиці, що вимагає постійного часу в гіршому випадку (див. «O» велике і «o» мале). Це контрастує з багатьма іншими алгоритмами хеш-таблиць, які не забезпечують постійний час вибірки в гіршому випадку. Видалення також може бути здійснено очищенням комірки, що містить ключ, за постійний час в гіршому випадку, що здійснюється простіше, ніж в інших схемах, таких як лінійне зондування.

Коли вставляється новий ключ і одна з двох комірок порожня, ключ може бути поміщений в цю комірку. У разі ж, коли обидві комірки зайняті, необхідно перемістити інші ключі в інші місця (або, навпаки, на їх колишні місця), щоб звільнити місце для нового ключа. Використовується жадібний алгоритм — ключ поміщається в одну з можливих позицій, «виштовхуючи» будь-який ключ, який був в цій позиції. Виштовхнутий ключ потім поміщається в його альтернативну позицію, знову виштовхуючи будь-який ключ, який може там опинитися. Процес триває, поки не знайдеться порожня позиція. Проте, можливий випадок, коли процес вставки закінчується невдачею, потрапляючи в нескінченний цикл або коли утворюється надто довгий ланцюжок (довше, ніж заздалегідь заданий поріг, залежить логарифмічно від довжини таблиці). В цьому випадку хеш-таблиця перебудовується на місці з новими хеш-функціями:
|                                   | Немає необхідності розміщення нової таблиці для повторного хешування - ми можемо просто переглядати таблицю для видалення і повторної вставки всіх ключів, які знаходяться не в тій позиції, в якій повинні були б стояти. |
| — Pagh & Rodler, «Cuckoo Hashing» | |

## Теорія
Очікуваний час вставки постійний , навіть якщо брати до уваги можливу необхідність перебудови таблиці, поки число ключів менше половини ємності хеш-таблиці, тобто коефіцієнт навантаження менше 50 %.
Щоб забезпечити це, використовується теорія випадкових графів — можна утворити неорієнтований граф, званий «зозулиним графом», в якому вершинами є комірки хеш-таблиці, а ребра для кожного хешованого з'єднують два можливих положення (комірки хеш-таблиці). Тоді жадібний алгоритм вставки множини значень в зозулину хеш-таблицю успішно завершується тоді і тільки тоді, коли зозулин граф для цієї множини значень є псевдолісом — графом максимум з одним циклом в кожній компоненті зв'язності. Будь-який породжений вершинами підграф з числом ребер, більшим числа вершин, відповідає безлічі ключів, для яких число слотів в хеш-таблиці недостатнє. Якщо хеш-функція вибирається випадково, зозулиний граф буде випадковим графом в моделі Ердьоша — Ренї [en]. З високим ступенем ймовірності для випадкового графу, в якому відношення числа ребер до числа вершин обмежена зверху 1/2, граф є псевдолісом і алгоритм зозулиного хешування успішно розподіляє всі ключі. Більше того, та ж теорія доводить, що очікуваний розмір компонент зв'язності зозулиного графу малий, що забезпечує постійний очікуваний час вставки .

## Приклад
Нехай дано такі дві хеш-функції:
{\displaystyle h\left(k\right)=k\mod 11}
{\displaystyle h'\left(k\right)=\left\lfloor {\frac {k}{11}}\right\rfloor \mod 11}
| k   | h (k) | h '(k) |
| --- | ----- | ------ |
| 20  | 9     | 1      |
| 50  | 6     | 4      |
| 53  | 9     | 4      |
| 75  | 9     | 6      |
| 100 | 1     | 9      |
| 67  | 1     | 6      |
| 105 | 6     | 9      |
| 3   | 3     | 0      |
| 36  | 3     | 3      |
| 39  | 6     | 3      |

Стовпці в наступних двох таблицях показують стан хеш-таблиці після вставки елементів.
| 1. table for h(k) | 1. table for h(k) | 1. table for h(k) | 1. table for h(k) | 1. table for h(k) | 1. table for h(k) | 1. table for h(k) | 1. table for h(k) | 1. table for h(k) | 1. table for h(k) | 1. table for h(k) |
| ----------------- | ----------------- | ----------------- | ----------------- | ----------------- | ----------------- | ----------------- | ----------------- | ----------------- | ----------------- | ----------------- |
|                   | 20                | 50                | 53                | 75                | 100               | 67                | 105               | 3                 | 36                | 39                |
| 0                 |                   |                   |                   |                   |                   |                   |                   |                   |                   |                   |
| 1                 |                   |                   |                   |                   | 100               | 67                | 67                | 67                | 67                | 100               |
| 2                 |                   |                   |                   |                   |                   |                   |                   |                   |                   |                   |
| 3                 |                   |                   |                   |                   |                   |                   |                   | 3                 | 36                | 36                |
| 4                 |                   |                   |                   |                   |                   |                   |                   |                   |                   |                   |
| 5                 |                   |                   |                   |                   |                   |                   |                   |                   |                   |                   |
| 6                 |                   | 50                | 50                | 50                | 50                | 50                | 105               | 105               | 105               | 50                |
| 7                 |                   |                   |                   |                   |                   |                   |                   |                   |                   |                   |
| 8                 |                   |                   |                   |                   |                   |                   |                   |                   |                   |                   |
| 9                 | 20                | 20                | 53                | 75                | 75                | 75                | 53                | 53                | 53                | 75                |
| 10                |                   |                   |                   |                   |                   |                   |                   |                   |                   |                   |

| 2. table for h'(k) | 2. table for h'(k) | 2. table for h'(k) | 2. table for h'(k) | 2. table for h'(k) | 2. table for h'(k) | 2. table for h'(k) | 2. table for h'(k) | 2. table for h'(k) | 2. table for h'(k) | 2. table for h'(k) |
| ------------------ | ------------------ | ------------------ | ------------------ | ------------------ | ------------------ | ------------------ | ------------------ | ------------------ | ------------------ | ------------------ |
|                    | 20                 | 50                 | 53                 | 75                 | 100                | 67                 | 105                | 3                  | 36                 | 39                 |
| 0                  |                    |                    |                    |                    |                    |                    |                    |                    | 3                  | 3                  |
| 1                  |                    |                    | 20                 | 20                 | 20                 | 20                 | 20                 | 20                 | 20                 | 20                 |
| 2                  |                    |                    |                    |                    |                    |                    |                    |                    |                    |                    |
| 3                  |                    |                    |                    |                    |                    |                    |                    |                    |                    | 39                 |
| 4                  |                    |                    |                    | 53                 | 53                 | 53                 | 50                 | 50                 | 50                 | 53                 |
| 5                  |                    |                    |                    |                    |                    |                    |                    |                    |                    |                    |
| 6                  |                    |                    |                    |                    |                    |                    | 75                 | 75                 | 75                 | 67                 |
| 7                  |                    |                    |                    |                    |                    |                    |                    |                    |                    |                    |
| 8                  |                    |                    |                    |                    |                    |                    |                    |                    |                    |                    |
| 9                  |                    |                    |                    |                    |                    | 100                | 100                | 100                | 100                | 105                |
| 10                 |                    |                    |                    |                    |                    |                    |                    |                    |                    |                    |

### Цикли
Якщо ви хочете вставити елемент 6, ви отримаєте нескінченний цикл. В останньому рядку таблиці ми знаходимо ту ж початкову ситуацію, що і на початку.
{\displaystyle h\left(6\right)=6\mod 11=6}
{\displaystyle h'\left(6\right)=\left\lfloor {\frac {6}{11}}\right\rfloor \mod 11=0}
| ключ | table 1        | table 1       | table 2        | table 2       |
|      | старі значення | нові значення | старі значення | нові значення |
| 6    | 50             | 6             | 53             | 50            |
| 53   | 75             | 53            | 67             | 75            |
| 67   | 100            | 67            | 105            | 100           |
| 105  | 6              | 105           | 3              | 6             |
| 3    | 36             | 3             | 39             | 36            |
| 39   | 105            | 39            | 100            | 105           |
| 100  | 67             | 100           | 75             | 67            |
| 75   | 53             | 75            | 50             | 53            |
| 50   | 39             | 50            | 36             | 39            |
| 36   | 3              | 36            | 6              | 3             |
| 6    | 50             | 6             | 53             | 50            |

## Варіації
Вивчалися деякі варіації зозулиного хешування, в основному з метою поліпшити використання простору шляхом збільшення коефіцієнта завантаження. У цих варіантах може досягатися поріг навантаження більше 50 %. Деякі з цих методів можуть бути використані для істотного зменшення числа необхідних перебудов структури даних.
Від узагальнення зозулиного хешування, що використовує понад дві хеш-функцій, можна очікувати кращого використання хеш-таблиці, жертвуючи деякою швидкістю вибірки і вставки. Використання трьох хеш-функцій підвищує коефіцієнт завантаження до 91 % . Інше узагальнення зозулиного хешування, зване блоковим зозулиним хешуванням, містить більше одного ключа на комірку. Використання двох ключів на комірку дозволяє підвищити завантаження вище 80 % .
Ще один варіант — зозулине хешування з запасом. «Запас» — це масив ключів постійної довжини, який використовується для зберігання ключів, які не можуть бути успішно вставлені в головну хеш-таблицю. Ця модифікація зменшує число невдач до назад-поліноміальної функції зі ступенем, яка може бути довільно великою, шляхом збільшення розміру запасу. Однак великий запас означає більш повільний пошук ключа, якого немає в основній таблиці, або якщо він знаходиться в запасі. Запас можна використовувати в комбінації з більш ніж двома хеш-функціями або з блоковим зозулиним хешуванням для отримання як високого ступеня завантаження, так і малого числа невдач вставки . Аналіз зозулиного хешування з запасом поширився і на практичні хеш-функції, не тільки випадкові моделі хеш-функцій, які використовуються в теоретичному аналізі хешування .
Деякі дослідники пропонують використовувати в деяких кешах процесора спрощене узагальнення зозулиного хешування, званого несиметричним асоціативним кешем.

## Порівняння з аналогічними структурами
Є інші алгоритми, які використовують кілька хеш-функцій, зокрема фільтр Блума, ефективна по пам'яті структура даних для нечітких множин. Альтернативна структура даних для задач з тими ж нечіткими множинами, заснована на зозулиному хешуванні, звана зозулиним фільтром, використовує меншу кількість пам'яті і, на відміну від класичних фільтрів Блума, дозволяє не тільки вставку і перевірку існування але і видалення елемента. Однак теоретичний аналіз цих методів проведено значно слабше, ніж аналіз фільтрів Блума .
Дослідження, проведені Жуковським, Хеманом і Бонзом , показали, що зозулине хешування істотно швидше методу ланцюжків для малих хеш-таблиць, що знаходяться в кеші сучасних процесорів. Кеннет Росс  показав блочну версію зозулиного хешування (блок містить більше одного ключа), який працює швидше звичайних методів для великих хеш-таблиць в разі високого коефіцієнта завантаження. Швидкість роботи блокової версії зозулиної хеш-таблиці пізніше досліджував Аскітіс  у порівнянні з іншими схемами хешування.

### Приклади
- Concurrent high-performance Cuckoo hashtable written in C ++ [Архівовано 2 квітня 2019 у Wayback Machine.]
- Cuckoo hash map written in C ++ [Архівовано 28 листопада 2019 у Wayback Machine.]
- Static cuckoo hashtable generator for C / C ++ [Архівовано 18 грудня 2019 у Wayback Machine.]
- Cuckoo hash table written in Haskell
- Cuckoo hashing for Go [Архівовано 16 вересня 2020 у Wayback Machine.]